# SEAT 132

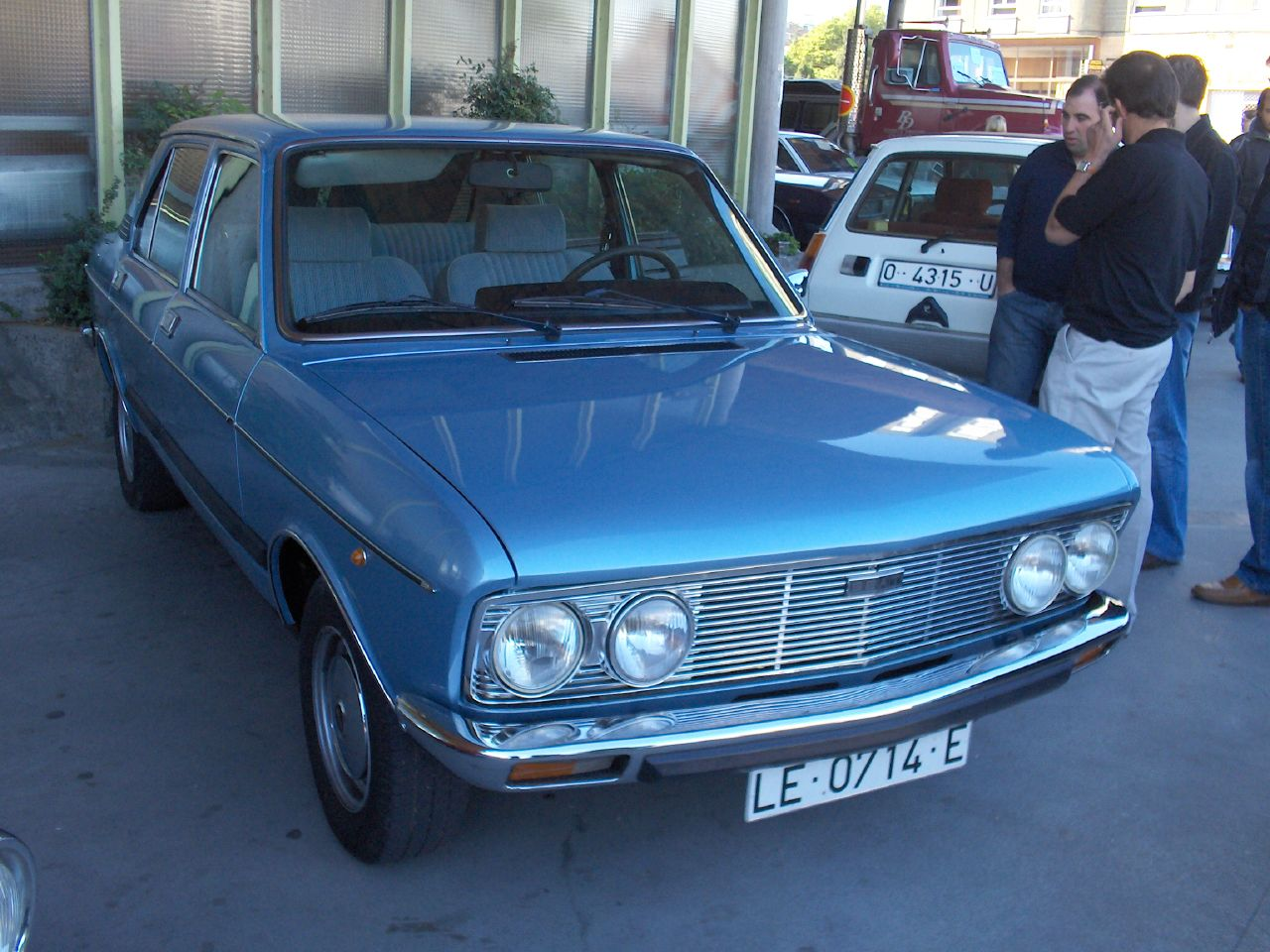
Frontal de la segunda serie del SEAT 132.

El SEAT 132 es un automóvil de turismo del segmento D derivado del Fiat 132 italiano, que fue producido por el fabricante español SEAT bajo licencia en la factoría de la Zona Franca de Barcelona (Cataluña, España) entre los años 1973 y 1982.

## Historia
El Fiat 132 original fue presentado en 1972 como sustituto largamente esperado del Fiat 125, último representante de la saga Fiat 1300/1500 que gracias al uso de una carrocería actualizada sobre el chasis de batalla larga del 1500 C y a disfrutar en exclusiva de los brillantes motores bialbero, se situaba por encima del Fiat 124 Special. Como su antecesor el 132 emplearía únicamente motores DOHC, complementando inicialmente al 124 Special y luego al nuevo Fiat 131, superventas del segmento inferior presentado dos años después con las nuevas mecánicas OHV de bajo consumo.
El diseño exterior corrió a cargo de Marcello Gandini, responsable también del BMW Serie 5 E-12 de línea muy similar . Estaba inspirado en el modernísimo Fiat 130  apuesta casi experimental en el segmento F, del que toma la estética "trapezoidal" ya vista en el 125, pero avanzando formas más aerodinámicas, con el capó redondeado, el parabrisas y la luneta trasera más tendidos y el maletero más alto.
Pese a mantener la disposición mecánica clásica, con motor delantero longitudinal, tracción trasera y eje rígido posterior empleaba una plataforma totalmente nueva, con un diseño muy racional en cuyo desarrollo empezó a aplicarse el diseño asistido por ordenador o los conocimientos en estructuras deformables adquiridos con los prototipos ESV. Algunos de sus rivales fueron el Alfa Romeo Alfetta, el Peugeot 504 o el Opel Rekord.
Destacó por la difusión de opciones aún no popularizadas en Europa como los motores con dos árboles de levas en cabeza arrastrados por correa dentada, las cajas de cambios de 5 velocidades o los cuatro frenos de disco con servo y doble circuito independiente por tren.
El tren delantero empleaba una dirección por tornillo sin fin -más ligera que las de cremallera dado el gran peso soportado por ruedas- y una suspensión por triángulos superpuestos con topes de goma en lugar de estabilizadora para favorecer el confort. El tren posterior por su parte renunciaba a la suspensión independiente del 130 en favor de un eje rígido muy moderno, con muelles y cuatro brazos -dos inferiores de empuje y dos superiores de "reacción y posicionamiento"- que al ir montados oblicuamente cumplían la doble función de controlar el par de reacción y de guiar el puente lateralmente, evitando el uso de la incómoda barra panhard. Supuso un gran avance frente al Fiat 125 que aún empleaba ballestas, pero en la práctica la ausencia de estabilizadoras no convenció, viéndose por otra parte superada hacia el final de su vida comercial a medida que se imponía la suspensión independiente al renovarse sus rivales del segmento E.
Como correspondía a un vehículo de su categoría muy enfocado al confort, todas las versiones contaban con el suelo, el techo, las puertas y el capó acolchados para mejorar la insonorización y la protección en caso de accidente y la versión S -"Lujo" en España- montaba un acabado de lujo según los cánones de la época, con un salpicadero de madera de nogal auténtica y unos grandes asientos con reposacabezas. En series posteriores se incorporarían elementos como el volante con la columna de la dirección colapsable y regulable en altura u opciones como la servodirección, el aire acondicionado o la caja de cambios automática.

## El 132 de SEAT
En la España franquista, sin embargo, con un mercado aún muy proteccionista (los coches de importación pagaban un 35% de impuestos frente a un 18% de los de producción nacional), el SEAT 132 ocupó el lugar dejado por el vetusto SEAT 1500, que utilizaba la carrocería del Fiat 1800/2100 y que se había dejado de producir en 1972. 
Fue muy utilizado como vehículo oficial o de representación durante la transición española debido a la legislación entonces vigente que obligaba a las instituciones oficiales a la adquisición de vehículos fabricados en España, situación que se revirtió durante la legislatura de Felipe González con la compra de los Opel Senator en 1984. Se emplearon en todos los ámbitos de la administración -no en vano era conocido como el coche de los subsecretarios.- y en todo tipo de instituciones públicas y privadas. Presidencia del Gobierno los utilizó para los traslados de Adolfo Suárez, el PCE tenía uno a disposición de Dolores Ibárruri y la patronal CEOE como coche oficial de Carlos Ferrer Salat, siendo un símbolo de modernidad en una época donde los vehículos importados aún se consideraban ostentosos.
Como vehículo particular compitió con los vehículos de los segmentos D y E de fabricación nacional; Chrysler 180, los Peugeot 504 y Peugeot 505 e incluso los más caros Dodge 3700 y Citroën CX. Por otra parte existía cierta indefinición con su hermano el SEAT 131 que, a diferencia del modelo italiano, compartía motores con el 132 y empleaba algunas soluciones más modernas, como la dirección de cremallera.
Se mantuvo en producción hasta 1982 con una serie especial dedicada al mundial de Fútbol de España tras el fracaso de la negociación para la integración de SEAT en el grupo Fiat, que tuvo como consecuencia que SEAT pudiese seguir fabricando transitoriamente los modelos Panda, Trans, 127, Ritmo y 131, pero no el 132 que quedó fuera del acuerdo. Por esta razón dejó de producirse cuando Fiat lo remozó profundamente para convertirlo en el Fiat Argenta.
Con la desaparición de los aranceles a la importación de vehículos, dejaron de fabricarse en España automóviles del segmento E, desapareciendo el Chrysler 180 junto con el SEAT 132 y pasando a importarse el Citroën CX, situación que se repetiría años después con la desaparición de los vehículos del segmento D hasta la fugaz aparición del ya extinto SEAT Exeo en 2009 y la fabricación en Almusafes del Ford Mondeo.

## Evolución del SEAT 132
Aparecida en Italia la serie inicial del Fiat 132, se hace la presentación del SEAT 132 derivado directamente del modelo italiano.

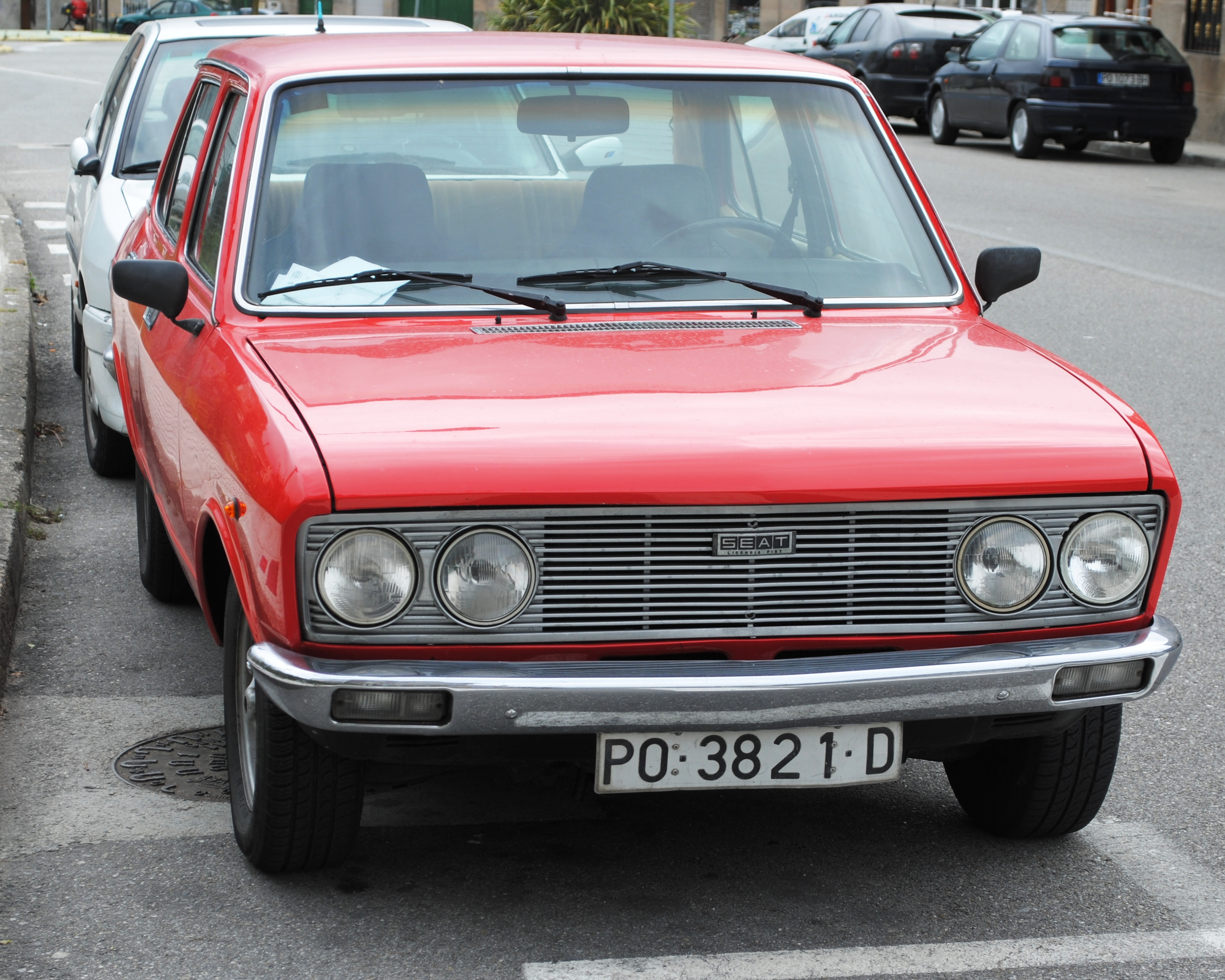
Primera serie del SEAT 132, reconocible por su salpicadero simétrico y por el junquillo, siguiendo la línea de perfil sobre el montante C.

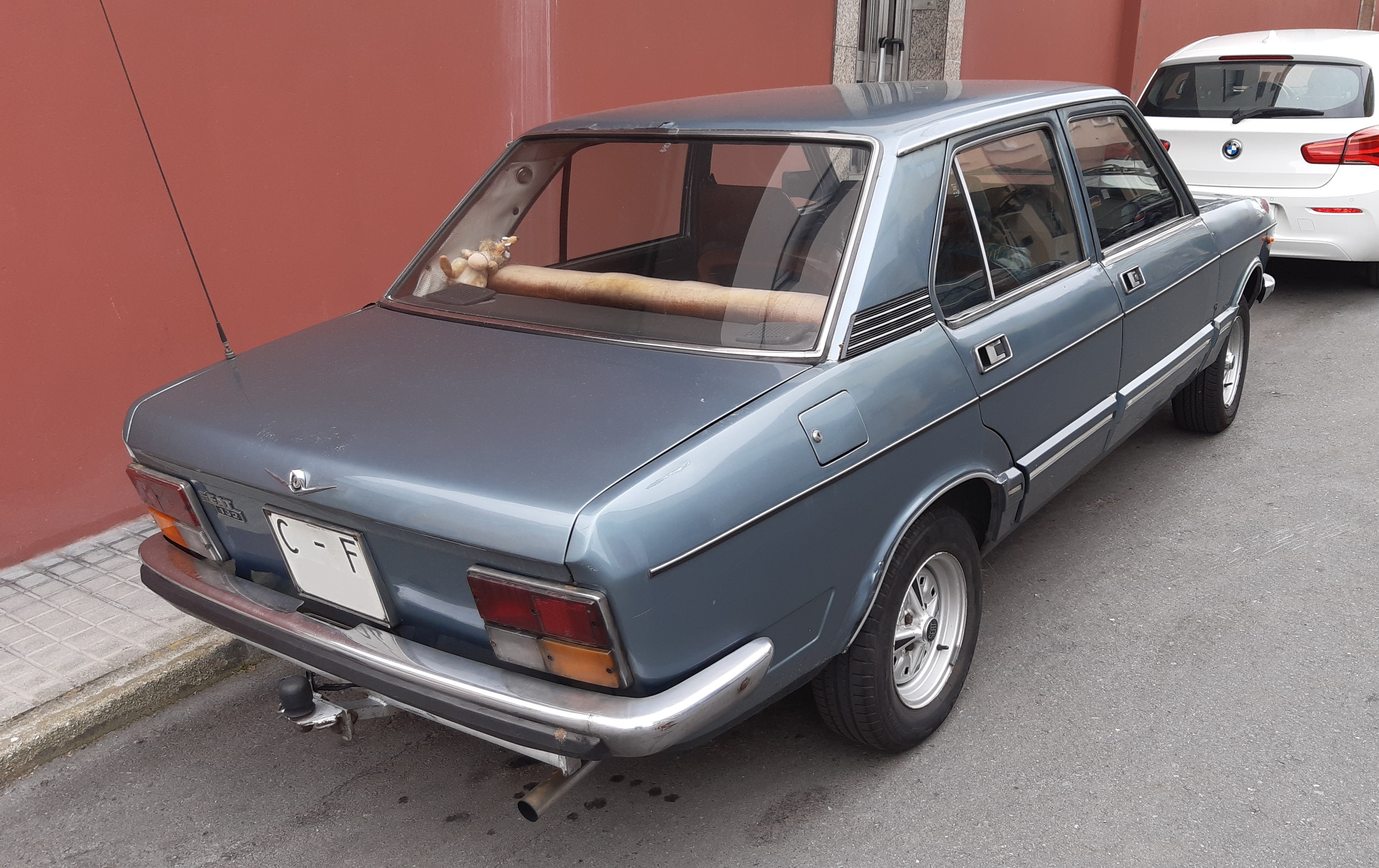
Parte trasera de un SEAT 132 fabricado en 1975.

En esta primera serie la gama se desdobla en 132 y 132 "Lujo" (análogo al Fiat 132 "S" o Special) que añadía asientos con reposacabezas y tapicería de superior calidad, el salpicadero simétrico original -inspirado en la primera serie de Fiat 130- laminado en madera auténtica en lugar de chapa metálica, calandra en color aluminio, lámparas halógenas en los faros y caja de cinco velocidades como opción con un sobrecosto de 12.400 pesetas en el motor 1600. El motor 1800 únicamente estaba disponible en acabado Lujo 5 vel. Como diferencia con el original Fiat, la gama española incorporaba en todos los modelos llantas "Rostyle" 5" J-l3 de origen Autobianchi A112 en sustitución de las llantas con dos tipos de tapacubos de los Fiat-. Respecto a las diferencias mecánicas, se limitan a la aparición de una versión Diésel autóctona en sustitución de los viejos SEAT 2000 D, equipada con el motor Mercedes-Benz de 1988 cc y 55 cv (DIN), en versiones básica y Lujo y con el cambio de cinco velocidades en opción. 
En 1974 el modelo recibe una reestilización, adaptando sus especificaciones a las de la segunda serie del Fiat 132.
Como en Italia la gama recupera la tradicional denominación "GranLuce" para referirse al ligero aumento de superficie acristalada obtenido mediante la modificación del perfil de las ventanillas laterales y del pilar C, ahora recto y sin el característico junquillo cromado de la primera serie junto con la luna posterior que ahora baja hasta enrasar con la tapa del maletero, pasando las nuevas versiones a denominarse "GL" o GranLuce y "GLS" o GranLuce Special. Adicionalmente los pilotos posteriores cambian el diseño rectangular original por el cuadrado con el que se mantendrían hasta el cese de producción del modelo, aparecen unas molduras de cintura en los laterales y la versión GLS recibe una nueva calandra. El interior se modifica completamente con nuevos asientos, paneles de puertas, volante regulable en altura y un nuevo salpicadero asimétrico, que conserva sin embargo el cuadro de mandos anterior en chapa o madera según la versión. Por otro lado para acallar las críticas, se efectúan modificaciones en la suspensión introduciendo una barra estabilizadora en el eje delantero y variando los tarados de amortiguación coincidiendo con un cambio en la medida de las llantas que aumentan su garganta hasta las 5´5" J-l3, pasando a calzar neumáticos de 185/70 SR 13 en lugar de los anteriores 175 SR 13. Mecánicamente se optimizan las relaciones de las cajas de cuatro y cinco velocidades y se mantienen inicialmente las mecánicas de la serie anterior, tanto en gasolina donde el 1800 aumenta su rendimiento pasando de los 105cv (DIN) a los 107, como en diésel, donde se mantiene el dos litros Mercedes a diferencia de sus primos italianos que en esta segunda serie incorporan ya los Sofim 2.0 y 2.5 que SEAT montaría luego en el 131 2500 D. Las versiones SEAT fueron las mismas que las de la serie anterior actualizadas a la nueva gama más el 1800 Automático, equipado con un cambio automático de tres velocidades de origen General Motors. En 1976 desaparece el motor 1600, reservado al nuevo 131, a la vez que toda la gama pasa a adoptar unas llantas de diseño clásico con tapacubos cromados similares a las del modelo GLS italiano junto con unos intermitentes laterales de diseño más protuberante.
Coincidiendo con la desaparición del Fiat 130 en 1977 se presenta la tercera serie, un reestyling mayor que buscaba en cierto modo ocupar su lugar y distanciarse al mismo tiempo del aún reciente Fiat 131. 
Aparecen en esta serie los paragolpes de materia sintética, las llantas con diseño "Quadrifoglio" de 5,5 J-14" pulgadas con neumáticos 175/70 SR 14 y cambios cosméticos en calandra, portamatrículas posterior y en las molduras, al tiempo que se adoptan los intermitentes laterales del extinto Fiat 130. En el interior, parabrisas laminado, nuevos asientos -no adoptados por los SEAT que mantienen los de la serie anterior- y nuevos paneles de puertas junto con el salpicadero de la serie anterior en el que se modifican el mueble de la calefacción y el cuadro de mandos, ahora con un diseño muy innovador que abandona definitivamente la madera y sería considerado "poco elegante" por la prensa de la época. A cambio el equipamiento se enriquece con detalles como los elevalunas eléctricos y cierre de puertas centralizado. En la mecánica aparece la dirección asistida (ZF de tornillo por recirculación a bolas), desaparecen los discos traseros a favor de unos tambores a la vez que los delanteros incrementan su diámetro, y se vuelven a suavizar los reglajes de suspensión y amortiguación enfocando el coche hacia el confort. La gama Seat en esta serie pasa a ser completamente distinta de la italiana, pues mientras que el 1800 es sustituido en Italia por un nuevo dos litros de 1995 cc con opción de alimentación por inyección electrónica y aparece un nuevo bialbero de 1595 cc junto a las opciones diésel SOFIM, la gama SEAT, muy condicionada por el cambio de fiscalidad española pasa a ofertar únicamente una opción gasolina y otra diésel. En gasolina, el 1800 con el que se presenta la serie desaparece al poco tiempo del inicio de su producción en favor de una versión del dos litros Fiat desarrollada en el centro técnico de Martorell que dejaba la cilindrada en 1919 cc mediante el acortamiento de la carrera de los cilindros, mientras que el diésel Mercedes-Benz toma el camino contrario y eleva la cillindrada hasta los 2200 cc y 60cv asumiendo la desventaja impositiva.
Las versiones SEAT fueron 2200 Diésel, 2200 Diésel Lujo (más tarde denominadas Diésel L y Diésel CL), 1800 Lujo, 1800 Climatizado, 1800 Automático, 1800 Automático Climatizado, 2000, 2000 Climatizado, 2000 Automático, y 2000 Automático Climatizado.

## Mecánica
Cuando el SEAT 132 fue puesto a la venta en mayo de 1973, tenía las siguientes motorizaciones como opción: 
- El SEAT 132 1600 tenía un motor de cuatro cilindros y dos árboles de levas en cabeza arrastrados por correa dentada con 1.592 cc y 98 CV (DIN) a 6.000 rpm.

- El SEAT 132 1800 tenía un motor de cuatro cilindros y dos árboles de levas en cabeza arrastrados por correa dentada con 1756 cc y 105 CV (DIN) a 6.000 rpm.

- El SEAT 132 Diésel, lanzado en 1974, presentaba un motor Mercedes-Benz de 1988 cc y 55 CV (DIN) a 4.200 rpm, correspondiendo al ofrecido en el Mercedes Benz 200D, construidos bajo licencia por la MEVOSA. Esto siguió la pauta establecida con el SEAT 1500, que también había estado disponible con un motor Mercedes-Benz diésel con sus dos versiones denominadas SEAT 1800 Diésel y SEAT 2000.

Desde su lanzamiento, el 132 contaba con la opción de una quinta velocidad, opción generalizada para el resto de modelos desde principios de los años 1980. En 1976 se ofreció una transmisión automática opcional, lo cual pudo haber sido una respuesta al éxito en España del Chrysler 180, también ensamblado en ese país.
Con el "Restyling" experimentado en 1974, el motor 1800 ve aumentado su rendimiento en dos caballos, pasando a tener 107 (DIN).
A partir de 1979, un SEAT 132 2000 estuvo disponible con un motor de cuatro cilindros con 1.919 cc y 109 CV (DIN) a 5.800 rpm; en esta serie se ofreció también una versión diésel con motor Mercedes-Benz de mayor cilindrada con cuatro cilindros y 2.197 cc, que desarrollaba 60 CV (DIN) a 4.200 rpm, similar al que montaba el Mercedes-Benz 220D.

## Apariciones en el cine
Como modelo de lujo de producción nacional, el SEAT 132 tuvo una presencia destacada en el género cinematográfico conocido como cine quinqui, apareciendo en películas como Perros callejeros de 1977 o Deprisa, deprisa de 1981. Curiosamente en la película Perros callejeros conviven modelos de SEAT 132 de la primera serie con Fiat 132 también de la primera serie, probablemente procedentes de Francia para ser utilizados por el equipo de especialistas de Alain Petit que participó en el rodaje.